# Driophlox gutturalis
Tangará-fuliginoso ou tiê-fuliginoso (Driophlox gutturalis) é uma espécie de ave da família Cardinalidae.
É endémica da Colômbia.
Os seus habitats naturais são: florestas subtropicais ou tropicais húmidas de baixa altitude e florestas secundárias altamente degradadas.
Está ameaçada por perda de habitat.